# Grigorij Kanowicz
Grigorij Kanowicz (ur. 18 czerwca 1929 w Janowie koło Kowna, zm. 20 stycznia 2023 w Tel Awiwie) – litewski pisarz, publicysta, eseista, poeta, scenarzysta i tłumacz pochodzenia żydowskiego.  

## Życiorys
Urodził się 18 czerwca 1929 roku w miasteczku Janów koło Kowna na Litwie. Jego ojciec był krawcem. Matka zmarła tuż po II wojnie światowej. Ojciec uważał, że pisarstwo to nieżydowskie zajęcie i kategorycznie zakazywał uprawiać mu tej sztuki. W 1941 uciekając przed Niemcami w kierunku Łotwy znalazł się pod Jarosławiem, potem przebywał w Kazachstanie, gdzie przez trzy lata chodził do kazachskiej szkoły. Podczas pobytu w Kazachstanie wraz z matką pracował w kołchozie. Po wojnie wrócił na Litwę, gdzie skończył gimnazjum, a potem filologię słowiańską na Uniwersytecie Wileńskim w 1953 roku i przez trzy lata pracował w Litewskiej Akademii Języka i Literatury. W latach 1962-72 pracował w Litewskiej Wytwórni Filmowej. Pisał wiersze, sztuki teatralne i scenariusze do litewskich i estońskich filmów obyczajowych. Na przełomie lat 60. i 70. pod wpływem wielkiej emigracji Żydów rozważał wyjazd z Wilna. Ostatecznie pozostał w kraju z uwagi na sytuację rodzinną, a do Izraela wyjechał dopiero w 1993 roku. W ostatnim okresie życia mieszkał w Tel Awiwie. 
W 1978 roku, po wypadku drogowym, w którym niemal zginęli obaj jego synowie, stał się człowiekiem głęboko wierzącym. W 1988 roku został laureatem Litewskiej Narodowej Nagrody Literackiej.

## Twórczość
Pierwszym językiem pisarza był jidysz; Kanowicz poznał język rosyjski w 1941 r. i w tym właśnie języku pisał powieści, zaś utwory dramatyczne tworzył w języku litewskim. Przez długi czas książki Grigorija Kanowicza nie były wydawane w Moskwie, a jedynie na Litwie i to w okrojonych nakładach. Obecnie są przetłumaczone na 10 języków. W języku polskim ukazały się: Świece na wietrze, Łzy i modlitwy głupców, Koziołek za dwa grosze, Nie odwracaj twarzy od śmierci, Park niepotrzebnych Żydów, Nie ma raju dla Niewolników. Ogromne piętno odcisnęła na pisarzu tragedia Holocaustu.
Debiutował zbiorem wierszy Labas rytas (Dzień dobry) (wydane w 1955 roku). W 1957 roku napisał powieść Patrzę w gwiazdy. Był to pierwszy utwór żydowski w języku rosyjskim wydany po wojnie na terenie ZSRR, jednak tematyką żydowską w szerszym stopniu zajął się dopiero po wydarzeniach 1968 roku.